# Nihoa
Nihoa (també coneguda com a Bird Island o Moku Manu) és la més gran de les illes de Sotavent de Hawaii. Està situada a 450 km al nord-oest de Honolulu. Les seves coordenades són: 23° 3′ N, 161° 55′ O / 23.050°N,161.917°O.

## Geografia
Nihoa és una illa rocosa rodejada d'esculls de corall. La superfície total és de 0,7 km². L'altitud màxima és de 273 m al Miller's Peak, el més alt de les illes de Sotavent. L'orografia fa que resulti difícil desembarcar a l'illa. El litoral est, nord i oest és ple de penya-segats i el sud és més suau però sense protecció entre la ressaca de l'oceà i les roques.

## Fauna

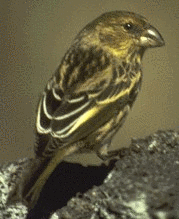
Pinsà de Nihoa (Telespyza ultima)

Hi ha dues espècies endèmiques d'ocells. Quan el 1917 es va descobrir el pinsà de Nihoa els científics van pensar que seria l'última espècie d'ocell a classificar i la van anomenar Telespyza ultima. No va ser el cas, però el nom se li ha quedat.

## Història
Nihoa va ser habitada pels antics hawaians entre els anys 1000 i 1500. Les expedicions arqueològiques han identificat 35 cases, 15 refugis, 15 altars i 28 bancals agrícoles. Però era deshabitada quan va ser descoberta, el 1789 amb poques setmanes de diferència, per dos mercants de pells d'Alaska: els capitans anglesos James Colnett del Prince of Wales i William Douglas de l'Iphigenia Nubiana.
El 1822 la reina Kaʻahumanu va visitar Niihau i li van explicar les històries tradicionals sobre una illa anomenada Nihoa. Va organitzar una expedició, va visitar l'illa i la va annexionar al regne de Hawaii.